# Mohamed Al Romaihi
Mohamed Saad Marzooq Almla Marzooq Al Romaihi (in arabo محمد الرميحي‎?; Manama, 9 settembre 1990) è un calciatore bahreinita, centrocampista dell'Al-Khaldiya e della nazionale bahreinita.

## Carriera

### Nazionale
Con la nazionale bahreinita ha preso parte alla Coppa d'Asia 2019. Il 5 gennaio 2019 segna il primo gol nella competizione permettendo al Bahrein di conquistare un punto.

## Statistiche

### Cronologia presenze e reti in Nazionale
| Cronologia completa delle presenze e delle reti in nazionale ― Bahrein | Cronologia completa delle presenze e delle reti in nazionale ― Bahrein | Cronologia completa delle presenze e delle reti in nazionale ― Bahrein | Cronologia completa delle presenze e delle reti in nazionale ― Bahrein | Cronologia completa delle presenze e delle reti in nazionale ― Bahrein | Cronologia completa delle presenze e delle reti in nazionale ― Bahrein | Cronologia completa delle presenze e delle reti in nazionale ― Bahrein | Cronologia completa delle presenze e delle reti in nazionale ― Bahrein |
| Data                                                                   | Città                                                                  | In casa                                                                | Risultato                                                              | Ospiti                                                                 | Competizione                                                           | Reti                                                                   | Note                                                                   |
| ---------------------------------------------------------------------- | ---------------------------------------------------------------------- | ---------------------------------------------------------------------- | ---------------------------------------------------------------------- | ---------------------------------------------------------------------- | ---------------------------------------------------------------------- | ---------------------------------------------------------------------- | ---------------------------------------------------------------------- |
| 5-1-2019                                                               | Abu Dhabi                                                              | Emirati Arabi Uniti                                                    | 1 – 1                                                                  | Bahrein                                                                | Coppa d'Asia 2019 - 1º turno                                           | 1                                                                      |                                                                        |
| 10-1-2019                                                              | Dubai                                                                  | Bahrein                                                                | 0 – 1                                                                  | Thailandia                                                             | Coppa d'Asia 2019 - 1º turno                                           | -                                                                      |                                                                        |
| 14-1-2019                                                              | Sharjah                                                                | India                                                                  | 0 – 1                                                                  | Bahrein                                                                | Coppa d'Asia 2019 - 1º turno                                           | -                                                                      | 61’                                                                    |
| 22-1-2019                                                              | Dubai                                                                  | Corea del Sud                                                          | 2 – 1 dts                                                              | Bahrein                                                                | Coppa d'Asia 2019 - Ottavi di finale                                   | 1                                                                      |                                                                        |
| 23-5-2021                                                              | Kharkiv                                                                | Ucraina                                                                | 1 – 1                                                                  | Bahrein                                                                | Amichevole                                                             | -                                                                      | 85’                                                                    |
| Totale                                                                 |                                                                        | Presenze                                                               | 5                                                                      |                                                                        | Reti                                                                   | 2                                                                      |                                                                        |